# Annie Gravel
Annie Gravel est une autrice québécoise de livres jeunesse qui habite la région de Lanaudière depuis 2006.

## Biographie
Annie Gravel a fait un baccalauréat en études françaises à l'Université de Montréal et à l'École supérieure de théâtre de l'UQAM en plus de faire une maîtrise en enseignement des arts,. Elle habite le village de Sainte-Béatrix dans Lanaudière depuis plus de 15 ans.
Annie Gravel est la cofondatrice de la compagnie de théâtre Le Spectre en plus d'être comédienne, metteure en scène et enseignante de français et d'art dramatique.
Entre 2008 et 2010, elle participe à la mise en scène, à l'interprétation et à l'écriture de pièces de théâtre dont Broche à foin, Monsieur Cabochon et Soûl mort sous terre produit par la compagnie Le Spectre, de même que Variations énigmatiques et Marina le dernier rose aux joues produites par L'Aube des Saisons.
Mon ami Pierrot est une histoire qui a vu le jour en 2017, alors que l'autrice décide de participer au concours d'écriture de la revue jeunesse Lurelu et  d'aborder le quotidien des enfants hospitalisés atteints de maladie incurable. Cette histoire lui permet de remporter le premier prix du concours de Lurelu. C'est après qu'elle contacte l'illustrateur Enzo Lord Mariano pour lui proposer une collaboration. Elle publie en 2017 Mon ami Pierrot, son premier album jeunesse, aux éditions Planète rebelle. En 2020, elle est finaliste pour le Prix TD de littérature canadienne pour l’enfance et la jeunesse pour ce premier album jeunesse,. Elle raconte une histoire dans laquelle la maladie s'allie avec l'imaginaire et la résilience dans le deuil d'un être cher.
La pièce Maladie d'amour est une comédie qui met en scène des situations saugrenues, des personnages énergiques et caricaturaux et un schéma narratif simple.
Sa pièce de théâtre Propolis, présente les impacts de l’utilisation des pesticides sur la nature et  sur la santé des abeilles domestiques et des humains. En 2021, Annie Gravel remporte le prix Essor pour son projet Propolis, une œuvre qu'elle a écrite et mise en scène et dont elle s'est vu décerner le prix dans la catégorie Rayonnement. Cette pièce de théâtre jeune public, réalisée par des étudiants du programme Arts-études de l'École secondaire Thérèse Martin, propose de sensibiliser le public aux impacts de l'utilisation des pesticides sur la santé des abeilles et des humains.
Annie Gravel participe au projet "Ton aventure" du Comité régional pour la valorisation de l'éducation, qui vise à faire lire davantage les jeunes. Pour ce projet, l'autrice propose trois histoires, présentées sur un site ludique qui permet aux jeunes de devenir le héros de l’histoire de leur choix et d'en déterminer la fin. Ces trois histoires interactives ont pour titre: Le labyrinthe de maïs, Nuit blanche et Dans les dédales de la ville.

## Œuvres

### Théâtre jeunesse
- Sous les eaux, conte théâtral produit par La Nef dans le cadre d'un spectacle pluridisciplinaire; 2023
- Les Forains pièce de théâtre pour l'enfance et la jeunesse traitant des troubles mentaux chez les adolescents; 2022
- Zabaleen et les petits chiffonniers: escalade d'espoir en trois tableaux, Montréal, Éditions Mots en toile (coll. Théâtre à l'école), 2012, 76 p. (ISBN 9782923445366)
- Les foudres de Nirvelli, Montréal, Éditions Mots en toile (coll. Théâtre à l'école), 2013, 97 p.  (ISBN 9782923445502)
- Zabaleen et les petits chiffonniers. Cahier de répétition, Montréal, Éditions Mots en toile (coll. Théâtre à l'école), 2014, 42 p.  (ISBN 9782923445625)
- Maladie d'amour; suivi de Soupe aux cailloux, Montréal, Éditions Mots en toile (coll. Théâtre à l'école), 2016, 108 p. (ISBN 9782923445786)
- Ebenezer Scrooge: adaptation libre d'Un chant de Noël de Charles Dickens, Montréal, Éditions Mots en toile (coll. Théâtre à l'école), 2017, 111 p. (ISBN 9782923445946)
- Le philanthrope, Montréal, Éditions Mots en toile (coll. Théâtre à l'école), 2018  (ISBN 9782924852057)
- Propolis, Montréal, Éditions Mots en toile (coll. Théâtre à l'école), 2020, (ISBN 9782924852286)
- Oréo et Lunette texte et mise en scène produit par le théâtre Qu'en dit raton; 2020

### Album jeunesse
- Mon ami Pierrot, illustrations de Enzo, Montréal, Planète rebelle, 2019, (ISBN 9782924797549)

### Mise en scène théâtrale
- 2008 :  auteure, metteure en scène Soûl mort, sous terre, Le Spectre
- 2009 : auteure, metteure en scène M. Cabochon, Le Spectre
- 2009 : metteure en scène de Variations énigmatiques, production L'Aube des Saisons
- 2010 : auteure, metteure en scène de Broche à foin, production Le Spectre

### Interprétation théâtrale
- 2008 : Bérénice, Bérénice, L'Aube des Saisons
- 2008 : Gertrude, Le Mari idéal d'Oscar Wilde, L'Aube des saisons
- 2009 : Sonetchka, Marina le dernier rose aux joues, production L'Aube des Saisons

## Prix et honneurs
- 2020 : Finaliste du Prix TD de littérature canadienne pour l’enfance et la jeunesse pour Mon ami Pierrot[12],[8]
- 2021: Prix Essor (décerné conjointement par le ministère de la Culture et le ministère de l'Éducation du Gouvernement du Québec) dans la catégorie Rayonnement pour le projet Propolis[1]